# Бой за сопку Безымянную (29 июля 1938)
Бой за сопку Безымянную, продолжавшийся в течение 29 июля 1938 года, являлся первым боевым столкновением сил СССР и Японии в районе озера Хасан.
Бои за сопку являлись составной частью вооружённого конфликта на участке государственной границы СССР у озера Хасан 29 июля — 11 августа 1938 года.

## История
Сопка Безымянная имела значительную ценность в тактическом отношении:
- с вершины сопки открывалась для обзора и обстрела советская территория - развёрнутая на её вершине артиллерия позволяла уничтожить любую цель в широком секторе обстрела на глубину в несколько километров[7][8][9]
- с применением оптических приборов наблюдения в ясную погоду с вершины сопки на значительное расстояние просматривались советские территориальные воды, побережье бухты Посьет и прибрежные острова[9]
- подходы к сопке с советской стороны были крайне затруднены и могли насквозь простреливаться артиллерией и пулемётным огнём с японской стороны[7][8]
- в то же время, с вершины сопки просматривалась контролируемая японцами территория, была видна железная дорога, по которой японцы подвозили к границе свои войска и в случае начала войны советская артиллерия с вершины сопки могла пресечь любое перемещение войск в приграничной зоне[7][8]

Кроме того, территория в районе сопок Безымянная и Заозёрная имела значительную ценность в хозяйственном отношении: земля здесь хорошо подходила для выращивания риса, на склонах высот можно было проводить лесозаготовки, а в озере водилась рыба и водоплавающая дичь.
25 июля 1938 года в связи с осложнением обстановки на участке границы в районе озера Хасан нарком обороны СССР К. Е. Ворошилов отдал приказ усилить охрану государственной границы.
27 июля 1938 года советские пограничники сообщили, что заметили на сопредельной стороне необычное по интенсивности движение японских автомашин и повозок в сторону сопок Заозёрная и Безымянная. Получив эту информацию, командование 59-го Посьетского пограничного отряда отдало приказ усилить наблюдение и увеличило число пограничных нарядов.
В дальнейшем, на сопке Безымянной были оборудованы позиции, которые занял наряд Посьетского пограничного отряда под командованием лейтенанта А. Е. Махалина в составе 11 пограничников (снайпер С. А. Бигус был вооружён снайперской винтовкой, пулемётчик Д. Е. Емцов — ручным пулемётом ДП, остальные пограничники были вооружены винтовками обр. 1891/30 г. и ручными гранатами).
В день перед атакой советский пограничный наряд сообщил, что японские солдаты, прибывшие в деревню Хамоко на сопредельной стороне границы, ходят по деревне с арканами и убивают всех находящихся в деревне собак (впоследствии было установлено, что собаки были убиты для того, чтобы следующей ночью, когда деревню скрытно заняли готовившиеся к атаке японские военнослужащие, они не подняли шум,  предупреждая хозяев о появлении в деревне незнакомых людей - лай собак могли услышать с советской стороны границы).
Перед рассветом 29 июля японские войска численностью до 150 солдат (усиленная рота пограничной жандармерии с 4 пулемётами «гочкис») выдвинулись к границе со стороны сопки Чёрная и, пользуясь туманной погодой, скрытно сосредоточились у склонов сопки Безымянная.
В дальнейшем, разделившись на две группы, японцы атаковали сопку.
Командир пограничного наряда А. Е. Махалин по телефону доложил в полевой штаб погранзаставы о том, что крупный отряд японцев перешёл государственную границу и он принял решение удерживать высоту.
В то время, как основные силы японцев, развернувшись в стрелковую цепь, под прикрытием пулемётного огня атаковали по фронту, одно подразделение (численностью до двух взводов) предприняло попытку обойти позиции пограничников с левого фланга и выйти им в тыл.
Большое значение при отражении атаки сыграли следующие обстоятельства:
- заранее оборудованные позиции пограничников:

- на высоте были отрыты окопы
- на склонах были установлены малозаметные проволочные заграждения

- заранее установленные управляемые фугасы конструкции начальника инженерной службы Посьетского погранотряда, старшины В. М. Виневитина
- действия снайпера С. А. Бигуса, который первым же выстрелом уничтожил одного из японских пулемётчиков — ещё до того, как тот сумел открыть огонь[12]
- смерть японского офицера, командовавшего атакой, в самом начале боя за высоту (он шёл в полный рост впереди своих солдат и был убит первым залпом пограничников)[14]

Бой за высоту имел ожесточённый характер и несколько раз переходил в рукопашные схватки. В этом бою погибли А. Е. Махалин и ещё четыре пограничника, остальные шесть пограничников были ранены. В рукопашных схватках были убиты два японских офицера, шедшие в атаку вместе с солдатами (одного японского офицера застрелил А. Махалин, второго зарубил отобранной у него саблей пограничник Р. Лисняк).
После гибели А. Е. Махалина командование принял командир отделения Т. М. Шляхов.
Позднее к пограничникам прибыло подкрепление с заставы «Пакшехори» — тревожная конно-пешая группа под командованием лейтенанта И. В. Ратникова с ручным пулемётом (неполный взвод).
Потеряв до 40 человек, японцы заняли высоту.
В это время к месту боя прибыла 2-я рота 119-го стрелкового полка 40-й стрелковой дивизии РККА под командованием старшего лейтенанта Д. Т. Левченко, усиленная танковым взводом. В трёх километрах от высоты рота развернулась в боевой порядок и с ходу атаковала японцев.
К вечеру 29 июля 1938 года японцы были выбиты с сопки.
Предпринятая под прикрытием дымовой завесы попытка японской пехоты контратаковать и вернуть высоту была пресечена, в отражении этой контратаки японцев отличился командир отделения, пулемётчик А. В. Гольянов, уничтоживший огнём из пулемёта ДП группу японских солдат.
В результате, японцы отступили, оставив своих убитых на советской территории. После окончания боя, советскими военнослужащими были собраны трофеи: винтовки, боеприпасы, стальные каски и др.
Продолжительный бой советских военнослужащих и пограничников против численно превосходящих сил противника предоставил дополнительное время для выдвижения поднятых по тревоге частей РККА из мест постоянной дислокации к границе.
В это же время, поверенный СССР в Токио вручил представителям японской стороны решительный протест и потребовал от правительства Японии решительного наказания виновных.
В ночь на 30 июля 1938 года к сопкам Безымянная и Заозёрная подошёл 3-й батальон 118-го стрелкового полка 40-й стрелковой дивизии РККА под командованием ст. лейтенанта Ф. Разодеева и занял оборону. Немедленно после прибытия, пехотинцы начали подготовку линии обороны — рыли окопы, ходы сообщения, устанавливали пулемёты.
С сопредельной стороны, к линии границы начали выдвижение части 19-й пехотной дивизии Квантунской армии.

## Последующие события
Участники боя участвовали в военном параде на Красной площади 7 ноября 1938 года.
А. Е. Махалин и Д. Т. Левченко стали Героями Советского Союза, десять остальных пограничников из наряда А. Е. Махалина (погибшие в бою Давид Емцов, А. К. Савиных, В. И. Поздеев, И. Е. Шмелев и раненые Т. М. Шляхов, И. Д. Кособоков, С. Г. Кобяков, С. А. Бигус, Р. Е. Лисняк и М. Н. Кувшинов) были награждены орденами Ленина, Марина Махалина (жена А. Е. Махалина, после начала боя прибывшая к месту сражения и начавшая оказывать медицинскую помощь раненым) была награждена орденом Красного Знамени.